# Una noche con Sabrina Love
Una noche con Sabrina Love es una película argentina de comedia dramática de 2000 escrita y dirigida por Alejandro Agresti y protagonizada por Cecilia Roth, Tomás Fonzi, Norma Aleandro, Fabián Vena y Giancarlo Giannini. Está basada en la novela homónima del escritor Pedro Mairal. El filme es una coproducción junto a Francia, Italia y Países Bajos.

## Sinopsis
Daniel Montero (Tomás Fonzi) tiene diecisiete años y un rito nocturno: mirar el programa de la porno star del momento. Por eso, cuando gana el concurso para pasar una noche con Sabrina Love (Cecilia Roth), siente que ha tocado el cielo con las manos. Sabrina lo espera en el estudio de televisión de Buenos Aires. Daniel inicia la travesía desde Curuguazú, el pueblecito de provincia en el que vive con su abuela desde que sus padres murieron, rodeado de un tedio exasperante, un desagradable trabajo en el frigorífico del pueblo y las periódicas inundaciones que le aíslan del resto del mundo.
Como esos héroes que descubren el mundo y se cubren a sí mismos a lo largo de un camino azaroso y accidentado, Daniel encuentra una galería de personajes que lo ayudarán a crecer a fuerza de consejos sabios o engañosos: Carmelo, el poeta noctámbulo que habita los bares del centro de la ciudad; Enrique, el hermano de Daniel, que ya no es el mismo y que no sabe de la muerte de sus padres; Sofía una joven que lo seduce el sábado por la noche; y, por supuesto, la enigmática Sabrina Love, junto a su séquito de productores y colegas de la industria de cine porno. Gracias a ellos Daniel experimenta la ciudad, el sexo y el amor del modo más inesperado.

## Reparto
- Cecilia Roth ... Sabrina Love
- Tomás Fonzi ... Daniel Montero
- Norma Aleandro ... Julia
- Fabián Vena ... Enrique
- Julieta Cardinali ... Sofía
- Mario Paolucci ... Carmelo
- Carlos Roffé ... Parini
- Giancarlo Giannini ... Leonardo
- Charly García ... Él mismo
- Daniel Kolankowsky ... Barra del pueblo
- Walter Hugo Fernández ... Barra del pueblo
- Silvio Morent ... Barra del pueblo
- Oscar Alegre ... Carboni
- Héctor Fontelles ... Figari
- Sebastián Polonsky ... Bianchi
- Pedro D'Angelo ... Operador deforme
- Andy Muschietti ... TV Switcher
- Jimena Canton ... Control Switcher
- Jessica Ramos ... Sexcretaria
- María Emilia Ofeid ... Sexcretaria
- Karina Berti ... Sexcretaria
- Cecilia Sarli ... Sexcretaria
- Lorena Colotta ... Sexcretaria
- Tamae Garateguy ... Sexcretaria
- Marcelo Oliveira ... Sexcretario
- Christian Merino ... Sexcretario
- Alexandre Sauchensko ... Sexcretario
- Silvia Fontelles ... Martita
- Melisa Budini ... María
- Sergio Poves Campos ... Racano
- Luis Margani ... Camionero
- Sergio Agresti ... Soldado 1
- Maximiliano Miranda ... Soldado 2
- Fernando Sena ... Soldado 3
- Juan Acevedo ... Daniel 3 años
- Lucas Acevedo ... Daniel 3 años
- Alejandro Cuevas ... Padre de Daniel
- Marcos Woinski ... Gordo del auto
- Andrea Giase ... Madre de Daniel
- Juan Ignacio Vagna Costa ... Daniel 10 años
- Héctor Zualet ... Guardia de seguridad
- Grupo Ráfaga ... Ellos mismos
- Pablo Bossi ... Camarógrafo de TV
- Alejandro Faile ... Seguridad de la bailanta
- Eugenia Cáceres ... Mujer en la bailanta
- Silvia Giser ... Mujer en la bailanta
- Damián Aquino ... Hombre en la bailanta
- Gabriel Cejas ... Hombre en la bailanta
- Ezequiel Ezquenazi ... Gango
- Marcelo Cheskis ... Cortejo fúnebre
- Juana Lazaroni ... Abuela de Daniel
- Atilio Sigona ... Mozo chiquilín
- Ricardo Ponce ... Tanguero
- Karina Ferreira ... Culona
- Alejandra Noel Varela ... Bárbara Smith
- Rodolfo Olmedo ... Actor porno
- Rodrigo Rocco ... Operador de Much Music
- Grupo Bola 8 ... Ellos mismos
- Roberto Malgoz ... Despachante de la terminal
- Luis Romanín ... Pasajero del ómnibus

{